# Gianluca Looser

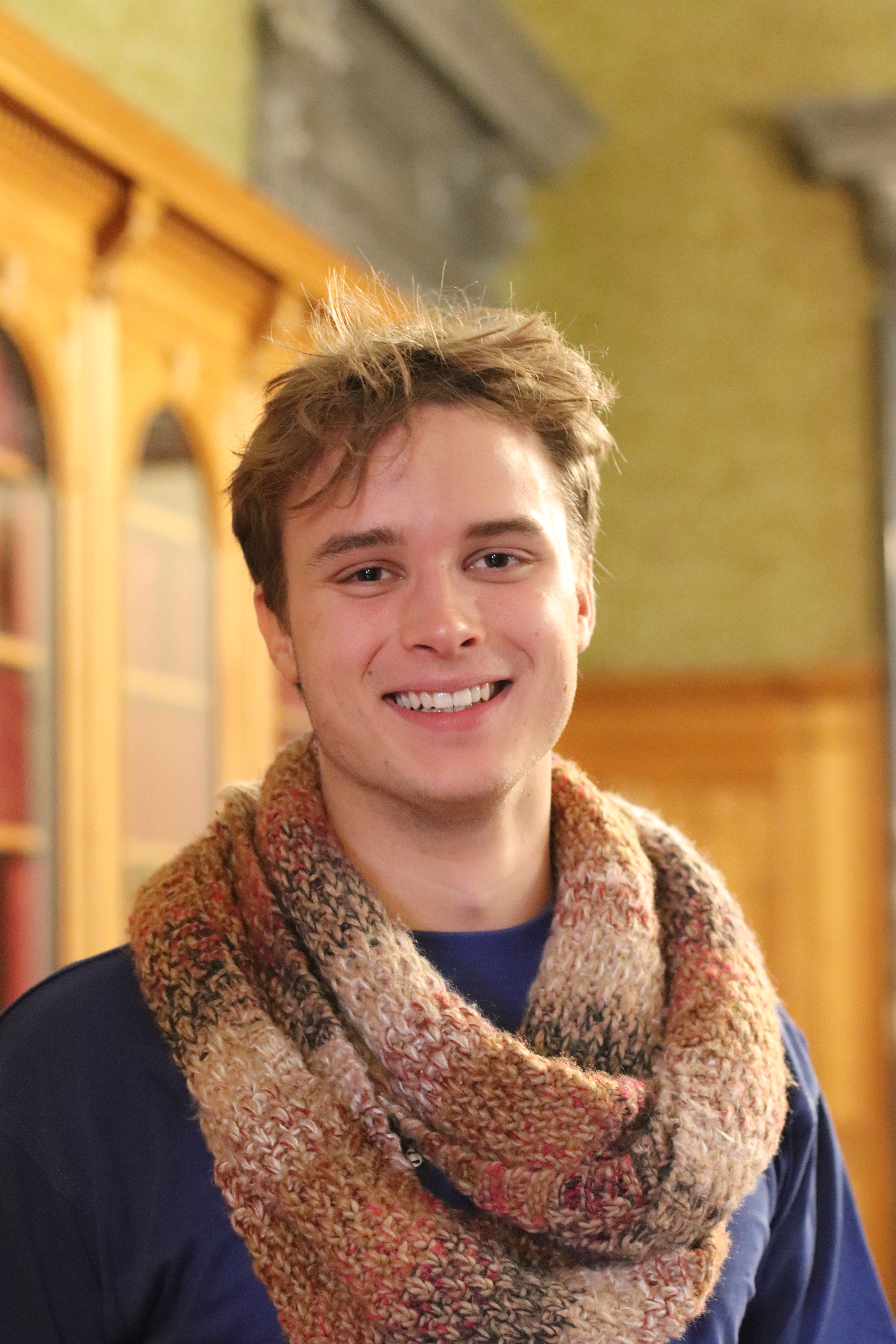
Gianluca Looser (2022)

Gianluca Looser (* 2. März 2003) ist ein Schweizer Politiker (Junge Grüne).

## Leben
Gianluca Looser wuchs in Schaffhausen auf und besuchte die Kantonsschule Schaffhausen. Er studiert Politikwissenschaft und Rechtswissenschaft an der Universität Zürich und lebt in Schaffhausen.

## Politik
Gianluca Looser trat 2018 den Jungen Grünen Schaffhausen bei. Er war 2019 Mitorganisator der ersten Klimademos in Schaffhausen.
2021 rückte Looser für die zurückgetretene Aline Iff als jüngster Kantonsparlamentarier der Schweiz in den Kantonsrat des Kantons Schaffhausen nach. Bei den Kantonsratswahlen am 22. September 2024 wurde er wiedergewählt.
Gianluca Looser ist Vorstandsmitglied der Jungen Grünen Schweiz. Er war von 2018 bis 2023 Vorstandsmitglied und von 2019 bis 2021 Co-Präsident der Jungen Grünen Schaffhausen.